# Andreína Gomes
Andreína Gomes Cornejo (sinh ngày 17 tháng 8 năm 1986 tại Caracas, Venezuela), là một chủ sở hữu cuộc thi. Cô là người chiến thắng chính thức của cuộc thi Hoa hậu Du lịch Hành tinh 2008 được tổ chức tại Thessaloniki, Hy Lạp vào tháng 7 năm 2008  Gomes đã đăng quang Hoa hậu Continente Americano Venezuela 2009 vào ngày 12 tháng 6 năm 2009, trong cuộc thi Sambil Model / Miss Earth Venezuela 2009.
Cô cũng đại diện cho đất nước Venezuela của mình trong cuộc thi Hoa hậu Continente Americano 2009 tại Guayaquil (Ecuador) vào ngày 26 tháng 9, và được xếp vào 6 người vào chung kết.